# Alsaphot

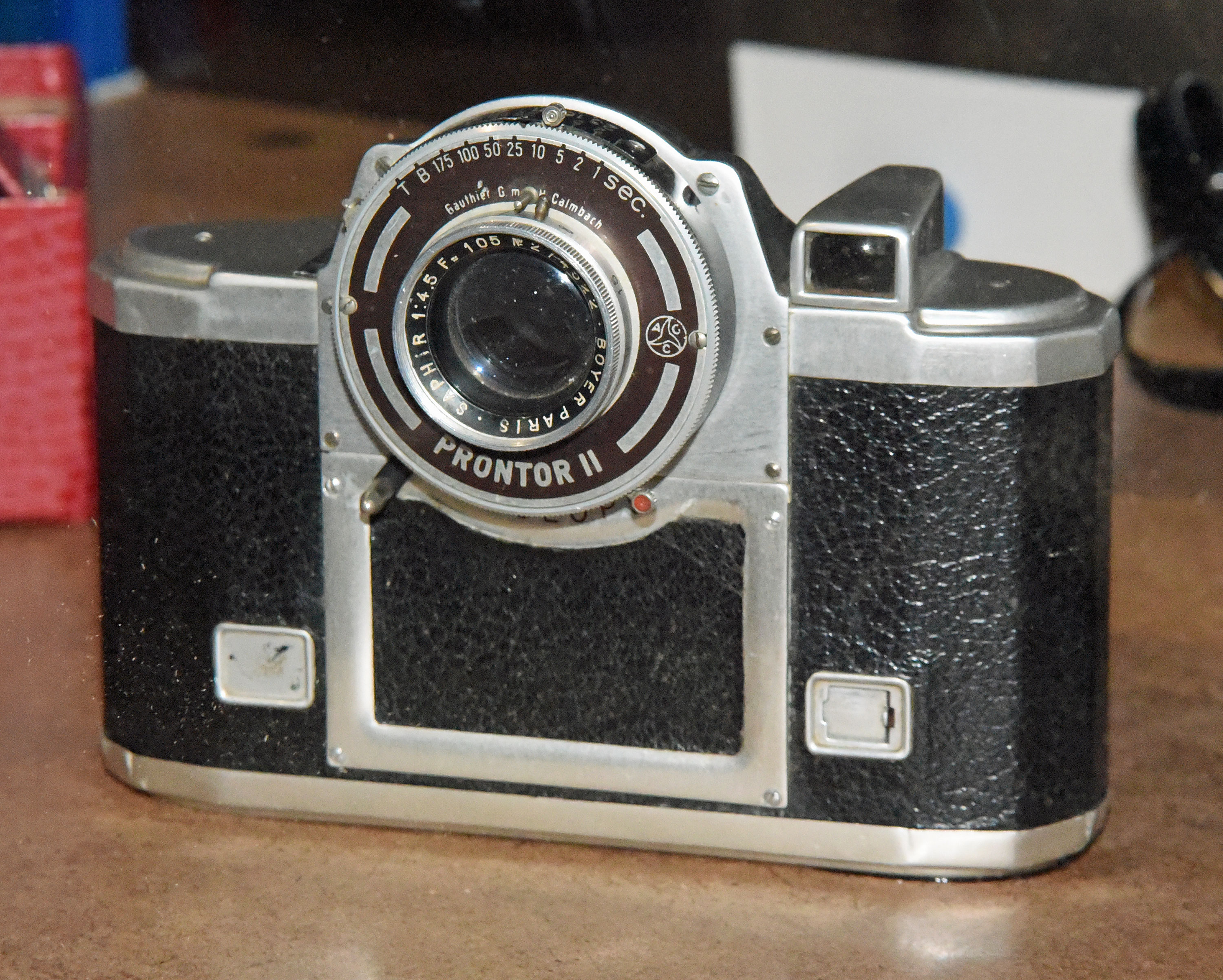
Alsaphot Cyclope

Alsaphot est une marque française d'appareils photographiques produits de 1947 à 1970 par la société Alsetex.

## Histoire
Alsaphot était le département photographique de la société ALSETEX (Alsacienne d'études et d'exploitation) qui sera rachetée plus tard par Schneider et la Banque de Paris. Alsetex comportait deux autres branches : la Société alsacienne d'explosifs et d'applications chimiques et la Société de recherche et d'études d'exploitation. La maison mère se trouvait à Richwiller, dans le Haut-Rhin. Elle possédait quatre autres usines, à Grenoble, Angers, Précigné dans la Sarthe et Woensdrecht aux Pays-Bas. 
La marque Alsaphot a été lancée au lendemain de la Guerre, un moment très favorable à l'industrie photographique en France où la demande était forte et le marché protégé. Parmi ses nombreuses créations se distinguent deux appareils particulièrement ingénieux, l'un et l’autre conçus par Lucien Dodin. Le Cyclope (1950) est un 6×9 (cm) rendu compact par un astucieux jeu de miroirs, le film étant tourné vers le photographe tandis que l'objectif est déporté à hauteur du viseur. L'Alsaflex (1952) est un petit 24×24 (mm) reflex mono-objectif à obturateur à rideaux métalliques et objectifs interchangeables. La miniaturisation du système de visée est obtenue par réflexion latérale, le miroir escamotable pivotant autour d'un axe vertical. La licence sera reprise en 1963 par Olympus pour la série Pen F, reflex de poche de format 18x24.
Un troisième appareil remarquable a été construit en sous-traitance sous la marque Alsaphot : le Bioflex (1954), un reflex bi-objectifs 6×6 (cm) parmi les plus perfectionnés de son temps créé par PRELUX puis commercialisé par une société de la Côte d'Or. La Société Commerciale BIOFLEX était domiciliée à Paris, au 43 de la rue de Courcelles (17e arrondissement). La fabrication lui a été retirée vers 1957.
La réalisation des pièces (sauf les obturateurs) et le montage se faisaient pour l’essentiel à Angers. Les objectifs des modèles les plus élaborés étaient signés Boyer, SOM-Berthiot ou Sagem. 
Comme la plupart de ses homologues en France, l’entreprise périclita dans les années soixante avec la montée en puissance des importations allemandes et japonaises.
L’insigne de la marque était une cigogne en vol tenant au bec une banderole Alsaphot en forme de film perforé.
La société Alsetex existe toujours. Elle est aujourd'hui spécialisée dans la conception et la fabrication de munitions complètes pour l'armée française et les armées étrangères, ainsi que des matériels d'interventions pour les forces de sécurité militaires et civiles, pyrotechnie civile et militaire.